# Deng Yaping
Deng Yaping (Zhengzhou, 6 de Fevereiro de 1973) é uma mesa-tenista chinesa campeã mundial e olímpica. Terminou seu PhD em Economia da terra na Universidade de Cambridge três meses depois de organizar as Olimpíadas de Pequim.

## Biografia
Deng Yaping começou a treinar aos 5 anos de idade com seu pai. Aos 9 anos ganhou o campeonato júnior de sua província e aos 15 anos foi campeã nacional. Entretanto, por ser muito baixa, chegou a ser recusada no time nacional. Até que finalmente a comissão cedeu e resolveu dar uma chance a Deng.
Em 1989 ela foi campeã mundial de duplas com Qiao Hong. Em 1991, foi campeã mundial ao derrotar Li Bun Hui da Coreia do Norte.
Em 1992, nos Jogos Olímpicos de Barcelona, foi campeã mundial de duplas junto com Qiao Hong, vencendo na final as compatriotas Gao Jun e Chen Zihe. Na final individual, Deng venceu Qiao, sua parceira de duplas, ganhando assim a medalha de ouro.

## Principais títulos
- 1988 - Campeã da Copa da Ásia[1]
- 1991 - Campeã da Copa da Ásia[1]
- 1992 - Campeã da Copa da Ásia[1]
- 1994 - Campeã Asiática[1]
- 1991 - Campeã Mundial[1]
- 1995 - Campeã Mundial[1]
- 1997 - Campeã Mundial[1]
- 1992 - Campeã dos Jogos Olímpicos de Barcelona[1]
- 1996 - Campeã dos Jogos Olímpicos de Atlanta[1]